# Aggeus könyve
Aggeus könyve az Ószövetség könyvei közt található, a tizedik helyre sorolt, "kisprófétákhoz" tartozó könyv.

## A szerző
Aggeus (vagy Haggaj, héber חַגַּי) próféta a 70 éves babiloni fogság után a Jeruzsálembe visszatérők első csoportjához tartozott. Zakariás próféta kortársa volt.
A jeruzsálemi templom újjáépítésére buzdított. A próféta működése a Kr. e. 520 körüli időre tehető. Jeruzsálemben a templom újjáépítéséért és a félbemaradt építés befejezéséért prófétált. Ezdrás könyve is megemlíti őt. Prófétálása sikerét mutatja, hogy a templom felépül 515-ben.

## Szerkezete
1. A próféta a zsidókat korholja, mert a templom újraépítésében hanyagok.

- A zsidókhoz intő szavak, hanyagságuknak büntetése.
- Zorobábel és társa, Jósua[1] nagy lendülettel nekiállnak a templom felépítésének irányításához.

1. Az új templom dicsősége.
2. Buzdítás és a jó termés ígérete.
3. Ígéret Zorobábelnak.

## Az írás keletkezése
Babilont Cyrus már 18 éve elfoglalta, és 538-ban kiadott egy rendeletet, amely lehetővé tette a fogva tartott zsidók visszatérését Júdeába. A könyvet nem Aggeus írta. Az ő prófétálásait összegyűjtve írták le, pontos időpontokat határoztak meg prófétálásaira. Az írás végleges formája i.e. 520 után de 515 előtt a templom felszentelése előtt keletkezett.

## Összefoglalás
A zsidók hazatérhettek, és lehetőségük volt jó lakóhelyeket kialakítani maguknak. De Isten háza romokban hever. A sorozatos aszály sanyarú helyzetet idézett elő, de ez nem lehet ok a csüggedésre. Éppen a késlekedés miatt következett be az aszály, isteni büntetésként. A munka elkezdése meghozza a fordulatot, az áldást.